# 眠狂四郎無賴控第二集 圓月殺法
《眠狂四郎無賴控第二集 圓月殺法》（日语：眠狂四郎無頼控第二話 円月殺法）是1957年上映的時代劇，由鶴田浩二主演，東寶電影公司製作，導演為日高繁明。

## 演員
- 眠狂四郎：鶴田浩二
- 平山子龍：河津清三郎
- 美保代：津島惠子
- 阿園：若山セツ子
- 阿由良：中田康子
- 勢以菊：北川町子
- 千彌：河内桃子
- 閻魔吉五郎：三井弘次
- 武部仙十郎：藤原釜足
- 源次：平田昭彥
- むささび喜平太介：德大寺伸
- 左馬右近：小堀明男
- 林肥後守：澤村宗之助
- 安藤多門：芝田新
- 小岩玄蕃：小杉義男
- 美濃屋：上田吉二郎
- 仙波孫兵衛：若宮忠三郎
- 熱川利軒：打越正八
- 雛屋杜園：笈川武夫
- 雛屋左園：佐田豊
- 太物屋：沢村いき雄
- 阿内儀：三田照子
- 菊(阿園的乳母)：音羽久米子
- 蔦枝：泉千代
- 高麗寺玄流：御橋公
- 職人：涉谷英男

## 製作人員
- 製片：田中友幸
- 導演：日高繁明
- 原作：柴田鍊三郎（週刊「新潮」連載）
- 編劇：小國英雄、日高繁明
- 攝影：山崎一雄
- 美術：北猛夫、阿久根嚴
- 照明：西川鶴三
- 錄音：藤好昌生
- 音樂：池野成
- 副導演：丸輝夫

## 外部連結
- 眠狂四郎無頼控　第二話　円月殺法 （页面存档备份，存于）（日語）